# Pietro Bianchi
Pietro Bianchi (Milano, 5 de março de 1883 — Milano, 1 de julho de 1965) foi um ginasta italiano que competiu em provas de ginástica artística pela nação.
Bianchi é o detentor de duas medalhas olímpicas, conquistadas em diferentes edições. Na primeira, em 1912, nos Jogos de Estocolmo fo o vencedor da prova coletiva ao lado de seus dezessete companheiros de equipe. Oito anos mais tarde, nas Olimpíadas da Antuérpia, saiu-se novamente vencedor na prova por times.